# Алкатој (Пелопов син)
Алкатој (грч. Ἀλκάθοος) је у грчкој митологији био владар Мегаре, која се понекад по њему називала Алкатоја.

## Митологија
Био је Пелопов и Хиподамијин син и љубимац богова. Међутим, због убиства брата, морао је да побегне из Елиде и уточиште је пронашао у Мегари. Тамошњи становници су имали проблем са лавом који им је пустошио земљу, па га је Алкатој убио. Краљеви ловци су тај подвиг покушали да прикажу као своје дело, али је Алкатој показао краљу језик убијене животиње и тако доказао да је то урадио он. Као награду, добио је принцезу Евехму за супругу и престо. Као владар, обновио је бедеме Мегаре коју су Крићани били разрушили. У томе му је помогао сам бог Аполон и један камен из тог бедема на који је бог положио своју лиру, милозвучно је одзвањао када год би на њега неко бацио мањи камен. Овакву причу су приповедали становници Мегаре, који нису желели да се сећају како је Миној освојио њихов град. Према њиховим тврдњама, Ниса је наследио његов зет Мегареј, а овога његов зет Алкатој, без насиља. Према Роберту Гревсу, Алкатој је стигао у Мегару одмах након Нисове смрти и опљачкао град. Саградио је храм Аполону и Артемиди, а принео је жртву Аполону и Посејдону, као „ранијим градитељима“ и обновио градске зидине. Овакав став је изнео Паусанија. О Алкатоју је писао и Аполодор.
Када је његов син Исхеполиј (или Исхеполис) страдао, други син Калиполиј (или Калиполис) је пожурио да оцу дојави ту трагичну вест. У том моменту је Алкиној приносио жртву Аполону и мислећи да ће његов млађи син да увреди богове ометајући церемонију, убио га је запаљеним дрветом са жртвеника. Од тог злочина га је очистио пророк Полиид. Као Алкатојева деца се помињу још и кћерке Ифиноја, Аутомедуза и Перибоја.

## Култ
Након смрти је поштован као херој. У Мегари му је било изграђено светилиште близу гробова његових супруга Евехме и Пирге, као и његове кћерке Ифиноје, која је умрла као девица. Његов гроб је касније постао градска архива.

## Тумачење
Према Роберту Гревсу, мит о Алкатоју показује сличност коринтске и палестинске митологије, јер је овај јунак, попут Давида и Самсона, убио лава у ритуалној борби. Додуше, неки аутори су убиство китеронског лава приписивали Хераклу. Убиство рођеног сина је вероватно мотив виђен на икони која га и приказује како приноси сина на жртву богу који је изградио Мегару, који је слављен као заштитник тог града; Меликерт или Молох. То је учинио приликом обнове града, као што је то урадио у сличној прилици и краљ Моб.